# Callosciurus
Callosciurus é um gênero de roedores da família Sciuridae. Trata-se de um gênero de esquilos encontrados no sudeste asiático, que contém aproximadamente 15 espécies diferentes.
Esses esquilos são notáveis pela sua pelagem colorida e por habitarem as florestas tropicais úmidas (embora também sejam encontrados em outros ambientes, inclusive no meio ambiente urbano). São animais de hábitos  solitários e onívoros, alimentando-se de frutas, nozes, sementes, ovos e insetos.

## Espécies
- Callosciurus adamsi (Kloss, 1921)
- Callosciurus albescens (Bonhote, 1901)
- Callosciurus baluensis (Bonhote, 1901)
- Callosciurus caniceps (Gray, 1842)
- Callosciurus erythraeus (Pallas, 1779)
- Callosciurus finlaysonii (Horsfield, 1824)
- Callosciurus inornatus (Gray, 1867)
- Callosciurus melanogaster (Thomas, 1895)
- Callosciurus nigrovittatus (Horsfield, 1824)
- Callosciurus notatus (Boddaert, 1785)
- Callosciurus orestes (Thomas, 1895)
- Callosciurus phayrei (Blyth, 1856)
- Callosciurus prevostii (Desmarest, 1822)
- Callosciurus pygerythrus (I. Geoffroy, 1831)
- Callosciurus quinquestriatus (Anderson, 1871)